# Attymass
Attymass (irsk: Áth Tí an Mheasaigh) er en irsk landsby og sogn beliggende ca. 10 km syd for Ballina, County Mayo, Irland.
Attymass, ved foden af Ox Mountains, har ca. 750 indbyggere og ligger i et naturskønt landskab med bjerge, søer og moser.
1835 blev Attymass et selvstændigt sogn, og samme år blev den nye Attymass Kirke indviet og den gamle stråtækte kirke nedlagt. 1835 havde sognet 3.478 indbyggere. Under hungersnøden i Irland 1845-1849 døde flere hundrede mennesker af sult.
Grundlæggeren af Family Rosary Crusade Father Patrick Peyton er født i Attymass, og den 10. oktober 1998 åbnedes Fr. Patrick Peyton Memorial Centre af biskop Thomas Flynn. Centret besøges af pilgrimme og er også blevet en turistattraktion. Der er udstillinger om Father Peytons liv, konferencerum, restaurant, souvenirbutik og have.
Floden Moy løber gennem Attymass-området, og der er mange søer, som er velegnet til lystfiskeri.